# چشم‌سفید حبشی
چشم‌سفید حبشی (نام علمی: Zosterops abyssinicus) نام یک گونه از سرده چشم‌سفید است.